# Asperdaphne bastowi
Asperdaphne bastowi é uma espécie de gastrópode do gênero Asperdaphne, pertencente a família Raphitomidae.